# You Only Tell Me You Love Me When You're Drunk
You Only Tell Me You Love Me When You're Drunk is van het Britse muziekduo Pet Shop Boys uit 2000. Het is de derde en laatste single van hun zevende studioalbum Nightlife.
Het nummer gaat over een man die piekert over zijn geliefde, die niet dezelfde gevoelens voor hem lijkt te hebben als hij voor haar. De plaat leverde de Pet Shop Boys een hit op in het Verenigd Koninkrijk, waar het de 8e positie pakte. De Nederlandse Top 40 bereikte het nummer niet, wel wist het de 42e positie te bereiken in de Nederlandse Single Top 100. In Vlaanderen bereikte het nummer de 14e positie in de Tipparade.